# 塚原雄太
塚原 雄太（つかはら ゆうた、1920年（大正9年）6月12日 - 2011年（平成23年）12月30日）は、日本の教育者、教育研究家。

## 略歴
1920年（大正9年）6月12日、栃木県に生まれる。1944年（昭和19年）に法政大学経済学部を繰り上げ卒業する。学徒出陣で陸軍東部第17部隊に入隊し、1945年（昭和20年）に敗戦により復員する。復員後、土木労務者、米軍PXのバーテンダー、露天商組合事務員などを経て、1947年（昭和22年）に東京荒川区の荒川区立第七中学校の教員となる。1954年（昭和29年）に荒川区立第九中学校にうつり、1957年（昭和32年）から1981年（昭和56年）まで同校第二部（夜間学級）で教鞭をとった。
2011年（平成23年）12月30日に死去、91歳没。

## その他
夜間中学の必要性を痛感し、夜間中学校の開設に尽力する。また、TBSラジオ「全国こども電話相談室」の回答者としても知られている。
夜間中学生（卒業生等）のスピーチ大会に『花咲け出愛 スピーチ大会』と名付けられているが、この『花咲け出愛』は塚原の詩の一節から用いられたものである。

## 著書
- 『夜間中学生』（知性社、1958）
- 『夜間中学-疎外された「義務教育」』（社会新報、1969）
- 『私は口をきかない-六人の夜間中学生の話』（田畑書店、1976）
- 『出あいふれあい親子学-塚原雄太からの提言』（高橋書店、1980）

## 参考
- 『朝日人物事典』（朝日新聞社、1990）
- kotobank-塚原雄太